# Marcus Busch

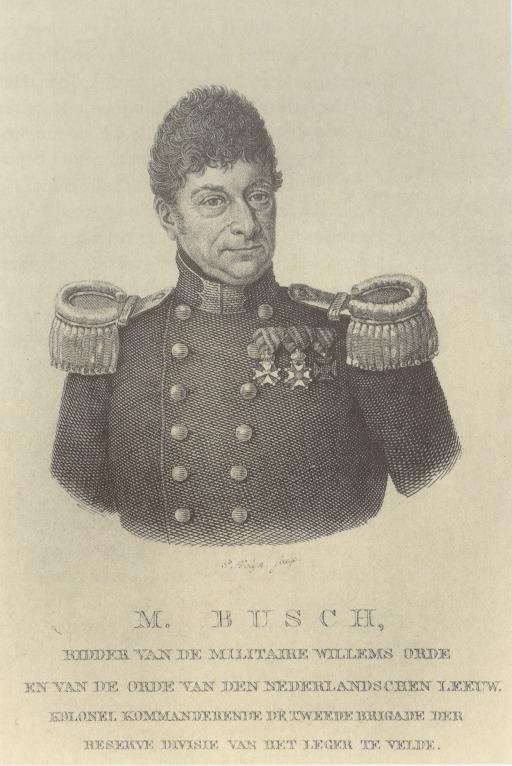
Marcus Busch

Marcus Busch (Groningen, 22 december 1769 - Groningen, 18 mei 1843) was een Nederlands kolonel der schutterij.

## Militaire loopbaan
De militaire carrière van Busch begon in de Bataafse Republiek in Groningen, waar hij Lt-Colonel was van de op Revolutionaire leest geschoeide Gewapende Burgermacht, zoals de schutterij toen werd genoemd. Hij behield deze functie ook tijdens het Koninkrijk Holland en ook na de inlijving in 1810.
Marcus Busch was als kolonel van de schutterij vervolgens betrokken bij de strijd tegen de Fransen in Delfzijl en omstreken. Busch werd bij Koninklijk Besluit d.d. 8 juli 1815 benoemd tot ridder in de - kort daarvoor ingestelde - Militaire Willems-Orde (3e klasse). Als reden van de aan hem en een aantal anderen gegeven onderscheiding luidde "door hare eerste decoratien te schenken aan de veldheeren en krygslieden, wier beleid en moed het grondgebied der Nederlanden verlost en den algemeenen vyand op eene onherstelbare wyze vernederd hebben". Busch werd hiermee beloond vanwege de eerder door hem verleende diensten tijdens het beleg van Delfzijl.
Op 6 mei 1828 werd kolonel Busch bij Koninklijk Besluit benoemd tot kolonel der Groninger dienstdoende schutterij. Nadat in augustus 1830 de Belgische opstand uitbrak, kreeg Busch het commando over de Eerste afdeling Groninger schutterij. In juni 1831 werd Marcus Busch aangesteld als commandant van de Tweede Brigade van de Reservedivisie, die bestond uit bestond uit vier bataljons schutterij. Hij was in die tijd de enige schutterijofficier die belast werd met het bevel over een brigade. Na de beëindiging van de Tiendaagse Veldtocht bleef Busch met zijn manschappen nog tot september 1834 in het Zuiden gelegerd. Daarna werden de schutterijen gedemobiliseerd. Busch werd weer kolonel der dienstdoende schutterij in deeltijd. Bij Koninklijk Besluit van 24 mei 1838, no 9 werd hij eervol ontslagen.

## Overige functies
Na zijn militaire carrière werd Busch directeur der provinciale belastingen te Groningen.
Als vrijmetselaar was Busch sterk betrokken bij loge L'Union Provinciale; van 1810 tot 1813 en van 1820 tot 1827 was hij voorzittend meester van deze vrijmetselaarsloge. De Union Provinciale bood hulp aan de gekwetsten in de oorlog met het afvallige België.
Door toedoen van Busch kwamen de loges L'Union Provinciale en de van oorsprong Franse loge L'Union Maçonnique tot een toenadering.

## Ridderorden
Marcus Busch was naast ridder van de Militaire Willems-Orde ook ridder van de Orde van de Nederlandse Leeuw.